# Manastirsko, Razgrad
Manastirsko (în bulgară Манастирско) este un sat în comuna Loznița, regiunea Razgrad,  Bulgaria. 

## Demografie
Componența etnică a satului Manastirsko
     Turci (78,36%)
     Nicio identificare (21,63%)
     Altele (0%)
La recensământul din 2011, populația satului Manastirsko era de 171 locuitori. Din punct de vedere etnic, majoritatea locuitorilor (78,36%) erau turci. Pentru 21,63% din locuitori nu este cunoscută apartenența etnică.